# Deamon
Deamon (* 12. September 1992, bürgerlich Bartek Fijalkow) ist ein deutscher Rapper aus Remscheid, der durch die JMC (Juliens Music Cypher) bekannt wurde und früher auch unter den Namen Hitman Dallas und Bart Deluxe bekannt war.

## Leben
2008 nahm Deamon erstmals als Bart Deluxe an der RBA (Reimliga Battle Arena) teil und gewann alle drei Battles. Danach benannte er sich in Hitman Dallas um, reichte von elf Battles drei ein, von denen er erneut alle für sich entscheiden konnte. Unter demselben Namen nahm er 2013 am VBT (Videobattleturnier) teil, schied aber bereits in Vorrunde 2 aus. Beim JBB 2014 reichte er eine Qualifikation ein, diese wurde jedoch abgelehnt. 2015 nahm er beim VBT Teil, diesmal als Deamon, und erreichte das 32stel-Finale, wo er dem Rapper Jaspa unterlag.
Ein Jahr später bewarb er sich bei der JMC, seine Qualifikation wurde zunächst abgelehnt, doch er schaffte es doch noch ins Turnier und wurde schnell zu einem Favoriten. Er erreichte das Halbfinale, wo er sich laut eigener Aussage bei seiner Runde im Halbfinale nicht so viel Mühe gegeben und sich mehr auf sein Feature in der Runde von Johnny Diggson konzentriert habe, da er gewusst habe, „dass Johnny Diggson bessere Chancen hat, zu gewinnen“.
2018 kündigten Deamon und Johnny Diggson ein gemeinsames Album mit dem Namen KRB Mode an und veröffentlichten ihre erste Single Rauch auf ihrem gleichnamigen YouTube-Kanal. Es folgten noch zwei weitere gemeinsame Tracks mit den Namen Unser Vermächtnis und Man Ey und außerdem jeweils ein Solotrack von Johnny Diggson (Is Nich OK) und von Deamon (Roots).
Im folgenden Jahr trat er ausschließlich als Deamon auf. Er veröffentlichte die Hellboy EP und lud drei Singleauskopplungen auf dem Kanal hoch: Area, Teuflisch und Mustang. Auf der EP befanden sich Features von Raportagen und Johnny Diggson.
Ende 2019 veröffentlichte Johnny Diggson sein Debütalbum World Diggson. Deamon war auf den Tracks Inferno und Dynamite als Feature vertreten. Im April 2020 beteiligten sich beide an dem Kollabo-Track Donald Trump 2 zusammen mit Scenzah und Juri, des zweiten Teils des Tracks Donald Trump, welcher Juris 16tel-Finale der JMC war, auf dem Johnny Diggson und Scenzah als Features vertreten waren.
Am 29. Januar 2021 erschien sein Debütalbum Wut stoppen über KRB Mode, das Platz 9 der deutschen Charts und Platz 2 der deutschen Hip-Hop Charts erreichte.
Am 12. April 2024 erschien sein zweites Album Deal with God.

## Diskografie
Alben
- 2024: Deal with God (KRB Mode)
- 2021: Wut stoppen (KRB Mode)

EPs
- 2019: Hellboy EP (KRB Mode)

Singles
- 2016: No Way
- 2016: Bananas
- 2016: Wut Stoppen (feat. Johnny Diggson)
- 2016: Nice Dream (feat. Scenzah)
- 2016: Eyo Ay (feat. Juri)
- 2016: Never Ever
- 2018: Rauch (feat. Johnny Diggson)
- 2018: Unser Vermächtnis (feat. Johnny Diggson)
- 2018: Roots
- 2018: Man Ey (feat. Johnny Diggson)
- 2019: Area
- 2019: Teuflisch
- 2019: Mustang (feat. Raportagen)
- 2019: Inferno (feat. Johnny Diggson)
- 2020: Risiko
- 2020: KRB Anthem (feat. Johnny Diggson)
- 2020: Keep Calm
- 2021: Las Vegas
- 2022: Legenden (SpongeBOZZ, Gio & GReeeN feat. Der Asiate, Deamon & Johnny Diggson; #11 der deutschen Single-Trend-Charts am 8. April 2022[10])
- 2022: Schlechtes Karma (feat. Johnny Diggson)
- 2023: Jage das Highlife
- 2024: Hell sehen
- 2024: Ruecken (feat. Johnny Diggson)
- 2024: Zuhörer
- 2024: Nachtregen
- 2024: Kill nicht mein Vibe (feat. HeXer)
- 2024: Ashtray (feat. MiZeb)
- 2025: Ewigkeit